# Tanaecium
Genre
Tanaecium est un genre de plantes à fleurs de la famille des Bignoniaceae. Son aire de répartition s'étend du sud du Mexique à l'Amérique tropicale. 

## Description
Ce sont des plantes grimpantes.

## Étymologie
Tanaecium : du grec « tanaêkês » : (fruit) allongé et pointu

## Liste des espèces
Selon GBIF (20 octobre 2024) :
- Tanaecium affine (A.H.Gentry) L.G.Lohmann
- Tanaecium apiculatum A.H.Gentry
- Tanaecium bilabiatum (Sprague) L.G.Lohmann
- Tanaecium caudiculatum (Standl.) L.G.Lohmann
- Tanaecium crucigerum Seem.
- Tanaecium cyrtanthum (Mart. ex DC.) Bureau & K.Schum.
- Tanaecium decorticans Frazão & L.G.Lohmann
- Tanaecium dichotomum (Jacq.) Kaehler & L.G.Lohmann
- Tanaecium duckei A.Samp.
- Tanaecium exitiosum Dugand
- Tanaecium hymenophyllum K.Schum. ex R.Knuth, 1927
- Tanaecium jaroba Sw.
- Tanaecium kuhlmannii (J.C.Gomes) Frazão & L.G.Lohmann
- Tanaecium neobrasiliense (Baill.) L.G.Lohmann
- Tanaecium neobrasiliensis L.G.Lohmann
- Tanaecium paradoxum (Sandwith ex DC.) Kaehler & L.G.Lohmann
- Tanaecium parviflorum (Mart. ex DC.) Kaehler & L.G.Lohmann
- Tanaecium pyramidatum (Rich.) L.G.Lohmann
- Tanaecium revillae (A.H.Gentry) L.G.Lohmann
- Tanaecium selloi (Spreng.) L.G.Lohmann
- Tanaecium tetragonolobum (Jacq.) L.G.Lohmann
- Tanaecium tetramerum (A.H.Gentry) Zuntini & L.G.Lohmann
- Tanaecium tripinna Raeusch.
- Tanaecium truncatum (A.Samp.) L.G.Lohmann
- Tanaecium xanthophyllum (DC.) L.G.Lohmann

## Systématique
Le nom correct complet (avec auteur) de ce taxon est Tanaecium Sw..
Tanaecium a pour synonymes :
- Ceratophytum Pittier
- Hilariophyton Pichon
- Paragonia Bureau
- Periarrabidaea A.Samp.
- Pseudocatalpa A.H.Gentry
- Sanhilaria Baill.
- Spathicalyx J.C.Gomes
- Sphingiphila A.H.Gentry